# Karl-Rauch-Siedlung
Die Karl-Rauch-Siedlung ist ein Stadtteil der pfälzischen Stadt Lambrecht.

## Lage
Die Siedlung liegt nordöstlich der Kernstadt im mittleren Pfälzerwald nördlich der Bahnstrecke Mannheim–Saarbrücken in unmittelbarer Nähe zur Gemarkungsgrenze der Gemeinde Lindenberg.

## Infrastruktur
Der Ort verfügt über eine Bushaltestelle.

## Namensgeber
Der Stadtteil ist benannt nach dem Heimatdichter Karl Rauch.